# Championnats de Grande-Bretagne de cyclisme sur route
Les championnats de Grande-Bretagne de cyclisme sur route sont organisés depuis 1943 pour les hommes et depuis 1947 pour les femmes. Le vainqueur d'un championnat porte le maillot distinctif rouge-blanc-bleu de champion de Grande-Bretagne pendant une année. Le dernier vainqueur et détenteur actuel est l'anglais Fred Wright.

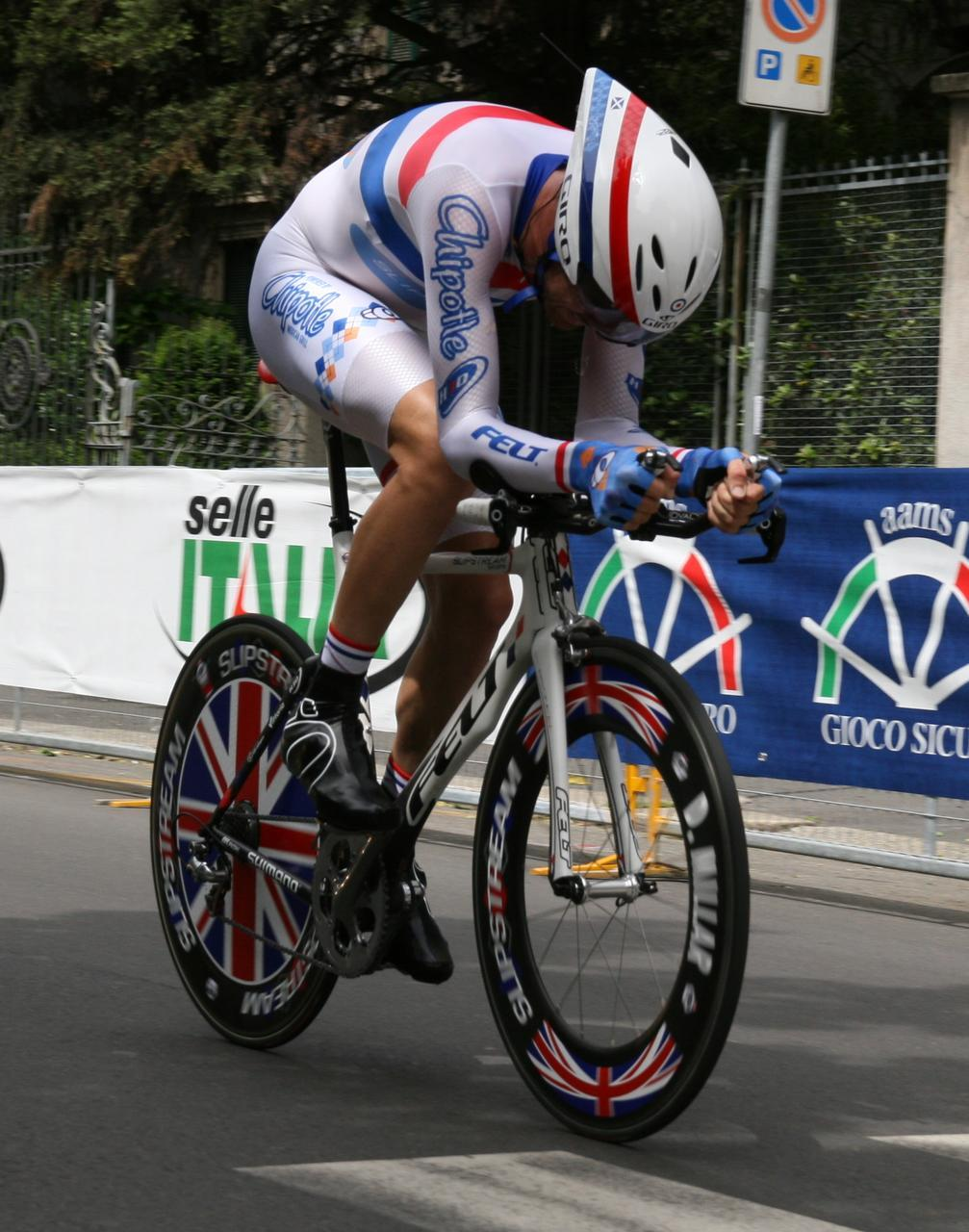
David Millar

## Histoire des championnats
Entre 1943 et 1958, deux organismes - la British League of Racing Cyclists (BLRC) et la National Cyclists' Union (NCU) - organisaient des championnats se concurrençant.
De 1946 à 1958, les championnats de la BLRC étaient divisés en deux compétitions : une course amateure et un championnat « indépendant » pour les coureurs semi-professionnels. Les championnats féminins ont été créés par la BLRC en 1947 et par le NCU en 1956. En 1959, la NCU et la BLRC ont fusionné pour créer la Fédération britannique de cyclisme (British Cycling Federation).
Des championnats masculins distincts pour les amateurs et les professionnels ont été organisés de 1959 à 1995.

## Podiums des championnats masculins

### Course en ligne

#### Championnats organisés par la NCU (1938-1958)
| Année | Vainqueur      | Deuxième         | Troisième      |
| ----- | -------------- | ---------------- | -------------- |
| 1938  | Jack Holmes    | Jack Fancourt    | Jackie Bone    |
| 1939  | Jack Fancourt  | Percy Stallard   | Jack Holmes    |
| 1944  | R K Braddick   | Dick Bowes       | Bob Maitland   |
| 1945  | J A O’Driscoll | A J Hunt         | D Moreton      |
| 1946  | Ernie Clements | Jerry Waters     | Bob Maitland   |
| 1947  | Alex Taylor    | S Gasgoine       | J Hood         |
| 1948  | Bob Maitland   | Ernie Clements   | Ian Scott      |
| 1949  | A D Newman     | J Simpson        | Bob Maitland   |
| 1950  | Gordon Thomas  | Les Willmott     | Peter Procter  |
| 1951  | Peter Procter  | Dicky Bowes      | Graham Vines   |
| 1952  | Graham Vines   | A W S Ashmore    | Dicky Bowes    |
| 1953  | Ted Gerrard    | Bernard Pusey    | Fred Krebs     |
| 1954  | Bernard King   | Harry Hardcastle | Karl Gough     |
| 1955  | Bernard King   | Des Robinson     | Don Sanderson  |
| 1956  | Alan Jackson   | Stan Brittain    | Harry Reynolds |
| 1957  | Stan Brittain  | Johnny Pound     | Ted Gerrard    |
| 1958  | Bill Seggar    | Jim Grieves      | Ray Booty      |

#### Championnats amateurs organisés par la BLRC (1943-1958)
| Année | Vainqueur      | Deuxième        | Troisième    |
| ----- | -------------- | --------------- | ------------ |
| 1943  | Ernie Clements | Dick Boyden     | Len Hook     |
| 1944  | Percy Stallard | Ernie Clements  | Ron Kitching |
| 1945  | Ernie Clements | Karl Bloomfield | Dick Boyden  |
| 1946  | George Edwards | J Clark         | Mike Peers   |
| 1947  | E I Upton      | Ron Baker       | H Poole      |
| 1948  | R C Ashwin     | D Talbot        | R Parkin     |
| 1949  | Dave Bedwell   | W Llewellyn     | R Taylor     |
| 1950  | R Parkin       |                 |              |
| 1951  | C Bland        |                 |              |
| 1952  | M Howarth      |                 |              |
| 1953  | D Evans        |                 |              |
| 1954  | Reg Browne     |                 |              |
| 1955  | Des Robinson   |                 |              |
| 1956  | M England      |                 |              |
| 1957  | C Mather       |                 |              |
| 1958  | Bill Baty      | Norman Baty     | Bob Thorpe   |

#### Championnats indépendant organisés par la BLRC (1946-1958)
| Année | Vainqueur     | Deuxième      | Troisième    |
| ----- | ------------- | ------------- | ------------ |
| 1946  | A H Clarke    |               |              |
| 1947  | D Jaggard     | B. Whitmore   | A. Bailey    |
| 1948  | H Johnston    |               |              |
| 1949  | Bob Thom      |               |              |
| 1950  | Leonard West  |               |              |
| 1951  | Dave Bedwell  |               |              |
| 1952  | Ian Steel     |               |              |
| 1953  | Bob Maitland  |               |              |
| 1954  | Arthur Ilsley |               |              |
| 1955  | Arthur Ilsley |               |              |
| 1956  | Non-disputé   | Non-disputé   | Non-disputé  |
| 1957  | Ron Coe       |               |              |
| 1958  | Ron Coe       | Brian Haskell | Tom Oldfield |

#### Championnats amateurs (1959-1995)
| Année | Vainqueur        | Deuxième        | Troisième             |
| ----- | ---------------- | --------------- | --------------------- |
| 1959  | Bill Baty        | Bill Bradley    | Johnny Pound          |
| 1960  | Bill Bradley     | Alan Ramsbottom | Jim Hinds             |
| 1961  | Bill Bradley     | George Bennett  | Keith Butler          |
| 1962  | Keith Butler     | Dick Goodman    | Wes Mason             |
| 1963  | Bob Addy         | John Clarey     | Billy Perkins         |
| 1964  | Pete Gordon      | Mick Shea       | John Clarey           |
| 1965  | Les West (en)    | Arthur Metcalfe | Colin Lewis           |
| 1966  | Arthur Metcalfe  | Mick Cowley     | John Bettinson        |
| 1967  | Les West (en)    | Peter Buckley   | Graham Webb           |
| 1968  | Pete Matthews    | Les West (en)   | Dave Rollinson        |
| 1969  | Brian Jolly      | Brian Tadman    | Pete Matthews         |
| 1970  | Dave Rollinson   | Gary Crewe      | Pete Matthews         |
| 1971  | Dave Rollinson   | Phil Bayton     | Phil Cheetham         |
| 1972  | Doug Dailey      | Phil Griffiths  | Ian Hallam            |
| 1973  | Grant Thomas     | Dave Vose       | Dave Mitchell         |
| 1974  | Bill Nickson     | Willie Moore    | Ian Hallam            |
| 1975  | Kevin Apter      | Phil Griffiths  | Paul Carbutt          |
| 1976  | Doug Dailey (en) | Bill Nickson    | Phil Griffiths        |
| 1977  | Steve Lawrence   | Paul Sherwen    | Dave Cumming          |
| 1978  | Robert Millar    | Steve Lawrence  | Des Fretwell          |
| 1979  | Robert Millar    | Joe Waugh       | Mark Bell             |
| 1980  | Steve Lawrence   | Neil Martin     | John Herety           |
| 1981  | Mark Bell        | Steve Poulter   | Peter Longbottom (en) |
| 1982  | Jeff Williams    | Pete Sanders    | Steve Joughin (en)    |
| 1983  | John Cavanagh    | Chris White     | Gary Sadler (en)      |
| 1984  | Neil Martin      | Pete Longbottom | Joey McLoughlin       |
| 1985  | Paul Watson      | Jeff Williams   | Paul Curran           |
| 1986  | Deno Davie       | Jonny Clay      | Steve Wakefield       |
| 1987  | Paul Curran      | Gary Baker      | Terry Sweeney         |
| 1988  | Neil Hoban       | Gary Barker     | Phil Bateman          |
| 1989  | David Cook       | Wayne Randle    | Steve Farrell         |
| 1990  | Simeon Hempsall  | John Hughes     | Gethin Butler         |
| 1991  | John Hughes      | Dave Spencer    | Simeon Hempsall       |
| 1992  | Simon Bray       | Steve Farrell   | Paul Curran           |
| 1993  | Rob Harris       | Matt Stephens   | Mark McKay            |
| 1994  | Rob Harris       | Jeremy Hunt     | Mark Lovatt           |
| 1995  | Simon Bray       | Jeremy Hunt     | Paul Curran           |

#### Championnats professionnels (depuis 1959)

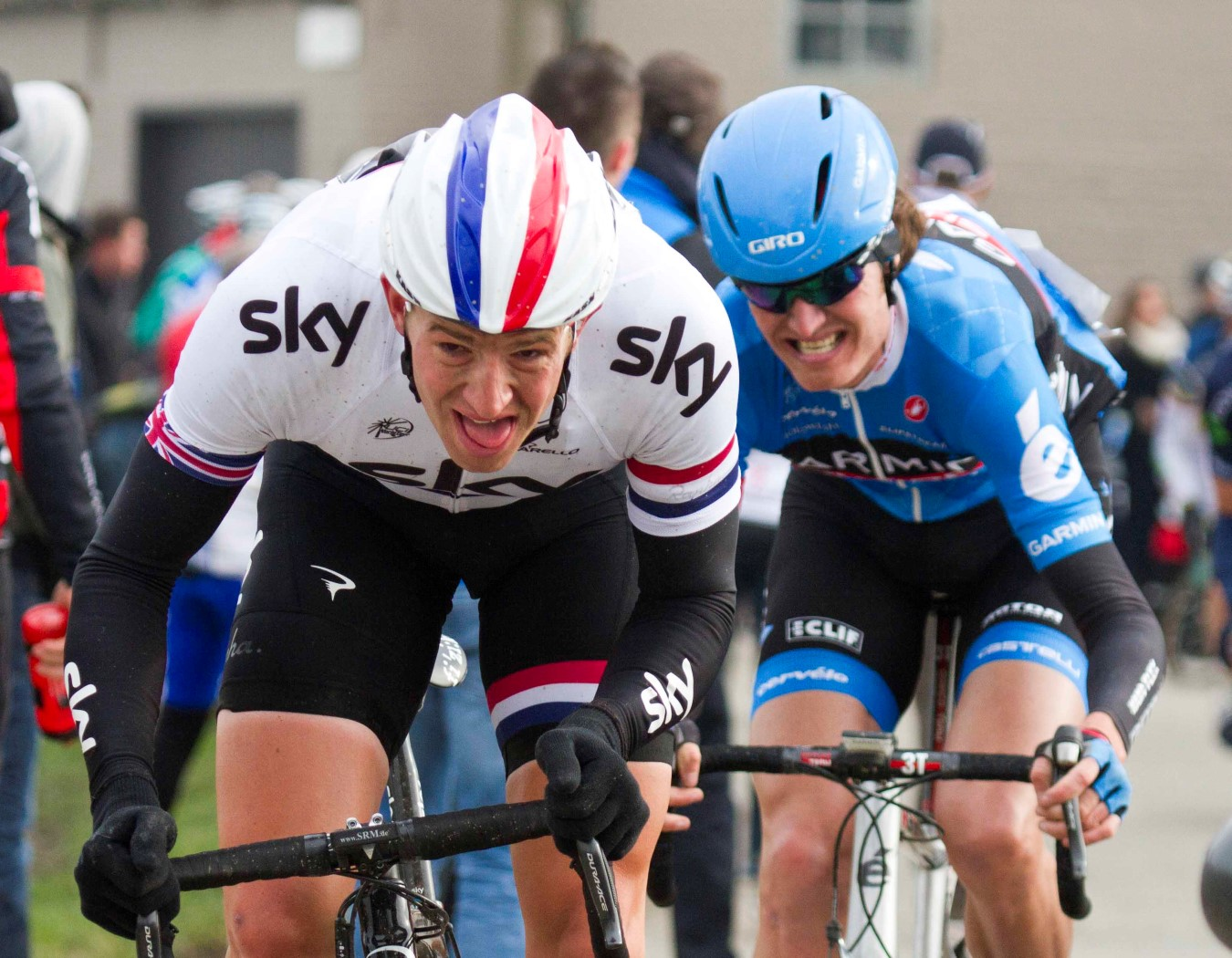
Ian Stannard portant son maillot de champion national sur le Paterberg lors du Grand Prix E3 2013.

| Année | Vainqueur        | Deuxième            | Troisième            |
| ----- | ---------------- | ------------------- | -------------------- |
| 1959  | Ron Coe          | Owen Blower         | John Geddes          |
| 1960  | Non-disputé      | Non-disputé         | Non-disputé          |
| 1961  | Dave Bedwell     | Tony Mills          | Ron Jowers           |
| 1962  | John Harvey      | Dave Bedwell        | Ged Coles            |
| 1963  | Albert Hitchen   | Ken Nuttall         | Alan Jacob           |
| 1964  | Keith Butler     | Albert Hitchen      | Ged Coles            |
| 1965  | Albert Hitchen   | Mick Coupe          | Keith Butler         |
| 1966  | Dick Goodman     | Bernard Burns       | Roger Newton         |
| 1967  | Colin Lewis      | Peter Hill          | Arthur Metcalfe      |
| 1968  | Colin Lewis      | John Aslin          | Reg Smith            |
| 1969  | Bill Lawrie      | Dave Nie            | Mick Cowley          |
| 1970  | Les West (en)    | Brian Jolly         | Colin Lewis          |
| 1971  | Danny Horton     | Sid Barras          | Albert Hitchen       |
| 1972  | Gary Crewe       | Les West (en)       | Derek Harrison       |
| 1973  | Brian Jolly      | Les West (en)       | Billy Bilsland       |
| 1974  | Keith Lambert    | Billy Bilsland      | Phil Bayton          |
| 1975  | Les West (en)    | Keith Lambert       | Danny Horton         |
| 1976  | Geoff Wiles      | Sid Barras          | Phil Corley          |
| 1977  | Phil Edwards     | Paul Medhurst       | Geoff Wiles          |
| 1978  | Phil Corley      | Bill Nickson        | Reg Smith            |
| 1979  | Sid Barras       | Barry Hoban         | Dudley Hayton        |
| 1980  | Keith Lambert    | Bill Nickson        | Dudley Hayton        |
| 1981  | Bill Nickson     | Nigel Dean          | Graham Jones         |
| 1982  | John Herety      | Sean Yates          | Bill Nickson         |
| 1983  | Phil Thomas      | Keith Lambert       | Mick Morrison        |
| 1984  | Steve Joughin    | Bill Nickson        | Malcolm Elliott      |
| 1985  | Ian Banbury      | Dudley Hayton       | Mark Bell            |
| 1986  | Mark Bell        | Adrian Timmis (nl)  | Steve Joughin        |
| 1987  | Paul Sherwen     | John Herety         | Jack Kershaw         |
| 1988  | Steve Joughin    | Nick Barnes         | Chris Lillywhite     |
| 1989  | Tim Harris       | Mark Walsham        | Nick Barnes          |
| 1990  | Colin Sturgess   | Ben Luckwell (en)   | Harry Lodge          |
| 1991  | Brian Smith      | Keith Reynolds      | Dave Rayner          |
| 1992  | Sean Yates       | Brian Smith         | Chris Walker         |
| 1993  | Malcolm Elliott  | Brian Smith         | Shane Sutton         |
| 1994  | Brian Smith      | Malcolm Elliott     | Mark Walsham         |
| 1995  | Robert Millar    | Chris Walker        | Chris Lillywhite     |
| 1996  | David Rand (en)  | Andy Naylor         | David Cook           |
| 1997  | Jeremy Hunt      | Mark Walsham        | Matt Stephens        |
| 1998  | Matthew Stephens | Roger Hammond       | Darren Barclay       |
| 1999  | John Tanner      | Kevin Dawson        | Russell Downing      |
| 2000  | John Tanner      | Jonny Clay          | David Millar         |
| 2001  | Jeremy Hunt      | Robert Hayles       | John Tanner          |
| 2002  | Julian Winn      | Tom Southam         | Jeremy Hunt          |
| 2003  | Roger Hammond    | Jeremy Hunt         | Jamie Alberts        |
| 2004  | Roger Hammond    | Tom Southam         | Jeremy Hunt          |
| 2005  | Russell Downing  | Steve Cummings      | Yanto Barker         |
| 2006  | Hamish Haynes    | Roger Hammond       | Geraint Thomas       |
| 2007  | David Millar     | Daniel Lloyd        | Hamish Haynes        |
| 2008  | Robert Hayles    | Peter Kennaugh      | Dean Downing         |
| 2009  | Kristian House   | Daniel Lloyd        | Peter Kennaugh       |
| 2010  | Geraint Thomas   | Peter Kennaugh      | Ian Stannard         |
| 2011  | Bradley Wiggins  | Geraint Thomas      | Peter Kennaugh       |
| 2012  | Ian Stannard     | Alex Dowsett        | Russell Hampton      |
| 2013  | Mark Cavendish   | Ian Stannard        | David Millar         |
| 2014  | Peter Kennaugh   | Ben Swift           | Simon Yates          |
| 2015  | Peter Kennaugh   | Mark Cavendish      | Ian Stannard         |
| 2016  | Adam Blythe      | Mark Cavendish      | Andrew Fenn          |
| 2017  | Steve Cummings   | Christopher Lawless | Ian Bibby            |
| 2018  | Connor Swift     | Adam Blythe         | Owain Doull          |
| 2019  | Ben Swift        | Ian Stannard        | John Archibald       |
| 2021  | Ben Swift        | Fred Wright         | Ethan Hayter         |
| 2022  | Mark Cavendish   | Samuel Watson       | Alexandar Richardson |
| 2023  | Fred Wright      | James Knox          | Stephen Williams     |
| 2024  | Ethan Hayter     | Lewis Askey         | Max Walker           |
| 2025  | Samuel Watson    | Matthew Brennan     | Ethan Vernon         |

- Plusieurs titres :
- 2 : Dave Bedwell, Roger Hammond, Albert Hitchen, Jeremy Hunt, Steve Joughin, Peter Kennaugh, Keith Lambert, Colin Lewis, Brian Smith, Ben Swift,  John Tanner, Les West

### Contre-la-montre
| Année | Vainqueur          | Deuxième           | Troisième          |
| ----- | ------------------ | ------------------ | ------------------ |
| 1997  | Graeme Obree       | Stuart Dangerfield | Jonny Clay         |
| 1998  | Stuart Dangerfield | David Millar       | Tim Buckle         |
| 1999  | Chris Newton       | David Millar       | Stuart Dangerfield |
| 2000  | Chris Newton       | Tim Buckle         | Matthew Bottril    |
| 2001  | Stuart Dangerfield | Michael Hutchinson | Julian Ramsbottom  |
| 2002  | Michael Hutchinson | Zak Carr           | Stuart Dangerfield |
| 2003  | Stuart Dangerfield | Julian Winn        | Kevin Dawson       |
| 2004  | Michael Hutchinson | Kevin Dawson       | Matthew Bottril    |
| 2005  | Stuart Dangerfield | Michael Hutchinson | Jonathan Dayus     |
| 2006  | Jason MacIntyre    | Michael Hutchinson | Jonathan Dayus     |
| 2007  | David Millar       | Chris Newton       | Michael Hutchinson |
| 2008  | Michael Hutchinson | Wouter Sybrandy    | Matthew Bottril    |
| 2009  | Bradley Wiggins    | Michael Hutchinson | Chris Newton       |
| 2010  | Bradley Wiggins    | Christopher Froome | Geraint Thomas     |
| 2011  | Alex Dowsett       | Steve Cummings     | Michael Hutchinson |
| 2012  | Alex Dowsett       | Douglas Dewey      | Matt Clinton       |
| 2013  | Alex Dowsett       | Matthew Bottrill   | Ben Swift          |
| 2014  | Bradley Wiggins    | Geraint Thomas     | Alex Dowsett       |
| 2015  | Alex Dowsett       | Edmund Bradbury    | Ryan Perry         |
| 2016  | Alex Dowsett       | James Gullen       | Ryan Perry         |
| 2017  | Steve Cummings     | Alex Dowsett       | James Gullen       |
| 2018  | Geraint Thomas     | Harry Tanfield     | Alex Dowsett       |
| 2019  | Alex Dowsett       | John Archibald     | Steve Cummings     |
| 2021  | Ethan Hayter       | Daniel Bigham      | James Shaw         |
| 2022  | Ethan Hayter       | Daniel Bigham      | James Shaw         |
| 2023  | Joshua Tarling     | Fred Wright        | Connor Swift       |
| 2024  | Joshua Tarling     | Max Walker         | Ethan Vernon       |
| 2025  | Ethan Hayter       | Samuel Watson      | Oliver Knight      |

- Plusieurs titres :
- 6 : Alex Dowsett
- 4 : Stuart Dangerfield
- 3 : Michael Hutchinson, Bradley Wiggins, Ethan Hayter
- 2 : Chris Newton, Joshua Tarling

### Critérium
| Année       | Vainqueur        | Deuxième           | Troisième              |
| ----------- | ---------------- | ------------------ | ---------------------- |
| 1979        | Sid Barras       | Ian Banbury        | Jack Kershaw           |
| 1980        | Bill Nickson     | Sid Barras         | Barry Hoban            |
| 1981        | Non-disputé      | Non-disputé        | Non-disputé            |
| 1982        | Phil Bayton      | Phil Corley        | Bill Nickson           |
| 1983        | Keith Lambert    | Dudley Hayton      | Steve Jones            |
| 1984        | Malcolm Elliott  | Bill Nickson       | Keith Lambert          |
| 1985        | Dave Miller      | Malcolm Elliott    | Steve Fleetwood        |
| 1986        | Paul Sherwen     | Steve Joughin      | Phil Thomas            |
| 1987        | Tim Harris       | Chris Lillywhite   | Mark Walsham           |
| 1988        | Mark Walsham     | Jon Walshaw        | Nick Barnes            |
| 1989        | Paul Curran      | Mark Walsham       | Chris Lillywhite       |
| 1990        | Rob Holden       | Hilton McMurdo     | Adrian Timmis          |
| 1991        | Rob Holden       | Hilton McMurdo     | Mark Walsham           |
| 1992        | Neil Hoban       | David Baker        | Keith Reynolds         |
| 1993 (prof) | Chris Lillywhite | Spencer Wingrave   | Simon Cope             |
| 1993 (amat) | Roger Hammond    | Jeremy Hunt        | Mark McKay             |
| 1994 (prof) | Neil Hoban       | Dave Rayner        | Bernie Burns           |
| 1994 (amat) | Dave Williams    | John Charlesworth  | Matthew Stephens       |
| 1995 (prof) | Jonny Clay       | Mark Walsham       | Chris Lillywhite       |
| 1995 (amat) | Sam Quinn        | Roger Hammond      | Jimmy Jones            |
| 1996        | John Tanner      | Mark Walsham       | Jonny Clay             |
| 1997        | Simon Cope       | Joe Bayfield       | Mark McKay             |
| 1998        | Chris Walker     | Chris Williams     | Dan Smith              |
| 1999        | Chris Walker     | Rob Reynolds-Jones | Chris Lillywhite       |
| 2000        | Rob Hayles       | John Tanner        | Anthony Malarczyk (en) |
| 2001        | Chris Newton     | Dean Downing       | Bryan Steel            |
| 2002        | Dean Downing     | Mark Kelly         | Neil Swithenbank       |
| 2003        | Russell Downing  | Dean Downing       | Bryan Taylor           |
| 2004        | Colin Roshier    | Greg Sandy         | Aaron McCaffrey        |
| 2005        | Mark Cavendish   | Russell Downing    | Ian Wilkinson          |
| 2006        | James Taylor     | Tony Gibb          | Adam Blythe            |
| 2007        | James McCallum   | Ed Clancy          | Matt Cronshaw          |
| 2008        | Dean Downing     | Rob Hayles         | Tony Gibb              |
| 2009        | Russell Downing  | Jeremy Hunt        | Rob Hayles             |
| 2010        | Ed Clancy        | Ian Wilkinson      | Jonathan McEvoy        |
| 2011        | Graham Briggs    | Ian Wilkinson      | Tom Murray             |
| 2012        | Scott Thwaites   | Russell Downing    | Matt Cronshaw          |
| 2013        | Russell Downing  | Graham Briggs      | Ian Wilkinson          |
| 2014        | Adam Blythe      | Chris Opie         | Graham Briggs          |
| 2015        | Ian Bibby        | Graham Briggs      | George Atkins          |
| 2016        | Chris Lawless    | Russell Downing    | Jon Mould              |
| 2017        | Tom Pidcock      | Harry Tanfield     | Jon Mould              |
| 2018        | Matthew Gibson   | Tom Pidcock        | Jon Mould              |
| 2019        | Joey Walker      | Isaac Mundy        | Matthew Bostock        |
| 2020        | Pas organisé     | Pas organisé       | Pas organisé           |
| 2021        | Ethan Hayter     | Harry Tanfield     | Lewis Askey            |
| 2022        | Matthew Bostock  | Samuel Watson      | Joshua Tarling         |
| 2023        | Oliver Wood      | Matthew Bostock    | Tim Shoreman           |
| 2024        | Lewis Askey      | Matthew Walls      | Noah Hobbs             |
| 2025        | Cameron Mason    | Bjoern Koerdt      | Matthew Bostock        |

### Course de côte
| Année | Vainqueur              | Deuxième               | Troisième              |
| ----- | ---------------------- | ---------------------- | ---------------------- |
| 1944  | Harold Worthen         | Vic Clark              | Vin Taylor             |
| 1945  | Bob Maitland           | Vin Taylor             | J.D. Spink             |
| 1946  | Vic Clark              | Bob Maitland           | Laurie Dodd            |
| 1947  | Vic Clark              | Bob Maitland           | Harold Worthen         |
| 1948  | Vic Clark              | Richard Woore          | Bernard King           |
| 1949  | Bob Maitland           | Bill Penvose           | Vic Clark              |
| 1950  | Ronnie Stringwell (en) | Bob Maitland           | Brian Robinson         |
| 1951  | Ronnie Stringwell (en) | Brian Robinson         | Peter Procter          |
| 1952  | Brian Robinson         | Jim Prentecost         | Roy Keighley           |
| 1953  | Roy Keighley           | Ronnie Stringwell (en) | Paddy Boyd             |
| 1954  | Les Ingman (en)        | Eric Wilson            | Brian Haskell          |
| 1955  | Eric Wilson            | Roy Keighley           | Roy Keighley           |
| 1956  | Les Ingman (en)        | Eric Wilson            | Bill Bradley           |
| 1957  | Eric Wilson            | Arthur Pursey          | Bill Holmes            |
| 1958  | Peter Graham           | Eric Wilson            | Bill Holmes            |
| 1959  | Gordon Rhodes          | Russell Foster         | Peter Graham           |
| 1960  | Eric Wilson            | Peter Graham           | Russell Foster         |
| 1961  | Peter Graham           | Russell Foster         | Dave Patten            |
| 1962  | Peter Graham           | Russell Foster         | Dixon Millar           |
| 1963  | Granville Sydney       | Peter Graham           | Russell Foster         |
| 1964  | Eric Wilson            | Ernie Lightfoot        | Granville Sydney       |
| 1965  | Granville Sydney       | Peter Graham           | Ron Martin             |
| 1966  | Peter Greenhalgh       | Paul Wildsmith         | Granville Sydney       |
| 1967  | Paul Wildsmith         | Gordon Clements        | Graham Sydney          |
| 1968  | Peter Gannon           | Paul Wildsmith         | Granville Sydney       |
| 1969  | Granville Sydney       | Claude Kearley         | Ralph Wilson           |
| 1970  | Granville Sydney       | Ralph Wilson           | Tony Gornall           |
| 1971  | John Clewarth (en)     | Dave Lloyd (en)        | Willi Moore            |
| 1972  | Granville Sydney       | John Clewarth (en)     | Paul Wildsmith         |
| 1973  | Granville Sydney       | Jack Kershaw           | Paul Wildsmith         |
| 1974  | Joe Waugh (de)         | Colin Berry            | Ron Martin             |
| 1975  | Gareth Armitage        | Paul Carbutt (en)      | Joe Waugh (de)         |
| 1976  | Joe Waugh (de)         | Dave Pitman            | Steven Johnson         |
| 1977  | John Parker            | Gareth Armitage        | Ian Moore              |
| 1978  | Gareth Armitage        | Chris Miller           | John Parker            |
| 1979  | Jeff Williams (en)     | Dave Pitman            | Gareth Armitage        |
| 1980  | Malcolm Elliott        | Jeff Williams (en)     | Gareth Armitage        |
| 1981  | Jeff Williams (en)     | Malcolm Elliott        | Darryl Webster (en)    |
| 1982  | Jeff Williams (en)     | Keith Reynolds         | Dave Jarvis            |
| 1983  | Darryl Webster (en)    | Mark Noble (en)        | Phil Mason             |
| 1984  | Darryl Webster (en)    | Steve Marchant         | Karl Smith             |
| 1985  | Darryl Webster (en)    | Steve Marchant         | Karl Smith             |
| 1986  | Darryl Webster (en)    | Steve Marchant         | Chris Walker (en)      |
| 1987  | Paul Curran (en)       | Chris Boardman         | Steve Marchant         |
| 1988  | Chris Boardman         | Phil Sheard            | Paul Curran (en)       |
| 1989  | Chris Boardman         | Scott O'Brien          | Steve Marchant         |
| 1990  | Chris Boardman         | Steve Marchant         | Stuart Dangerfield     |
| 1991  | Chris Boardman         | Jeff Wright            | Stuart Dangerfield     |
| 1992  | Stuart Dangerfield     | Jeff Wright            | Peter Longbottom (en)  |
| 1993  | Stuart Dangerfield     | Jeff Wright            | Robert Reynolds-Jones  |
| 1994  | Jeff Wright            | Stuart Dangerfield     | Robert Harris          |
| 1995  | Stuart Dangerfield     | Jeff Wright            | Chris Newton           |
| 1996  | Stuart Dangerfield     | Steve Hulme            | Jim Henderson          |
| 1997  | Stuart Dangerfield     | Jim Henderson          | Jeff Wright            |
| 1998  | Jim Henderson          | Jeff Wright            | Gary Baker             |
| 1999  | Jim Henderson          | Jeff Wright            | Richard Taylor         |
| 2000  | Jim Henderson          | Tom Anderson           | Ian Stott              |
| 2001  | Jim Henderson          | Tom Anderson           | Chris Myhill           |
| 2002  | Mark Lovatt (en)       | Michael Hutchinson     | Ian Stott              |
| 2003  | Jim Henderson          | Mark Lovatt (en)       | David Clarke           |
| 2004  | Jonathan Dayus         | James Dobbin           | Alex Coutts            |
| 2005  | Ben Greenwood          | Jim Henderson          | David Clarke           |
| 2006  | James Dobbin           | David Clarke           | Jonathan Dayus         |
| 2007  | James Dobbin           | David Clarke           | Matt Clinton           |
| 2008  | Matt Clinton           | Bill Bell              | Jim Henderson          |
| 2009  | Dan Fleeman            | Matt Clinton           | Jim Henderson          |
| 2010  | Dan Fleeman            | Matt Clinton           | Michael Smith          |
| 2011  | Gunnar Grönlund        | Richard Handley        | Matt Clinton           |
| 2012  | Jack Pullar (en)       | Gunnar Grönlund        | Matt Clinton           |
| 2013  | Tejvan Pettinger (en)  | James Gullen           | Matt Clinton           |
| 2014  | Dan Evans              | Matt Clinton           | Adam Kenway            |
| 2015  | Richard Bussell        | Dan Evans              | Joseph Clark           |
| 2016  | Adam Kenway            | Isaac Mundy            | James Lowden           |
| 2017  | Dan Evans              | Adam Kenway            | Kieran Savage          |
| 2018  | Andrew Feather         | Calum Brown            | Adam Kenway            |
| 2019  | Ed Laverack            | Paul Double            | Richard Bussell        |
| 2020  | Andrew Feather         | Tom Bell               | Adam Kenway            |
| 2021  | Tom Bell               | Andrew Feather         | Andy Nichols           |
| 2022  | Andrew Feather         | Tom Bell               | Richard Bussell        |
| 2023  | Andrew Feather         | Ed Laverack            | Patrick Clark          |
| 2024  | Harry Macfarlane       | Andrew Feather         | Kieran Wynne-Cattanach |

Multi-titrés
- 6 : Granville Sydney
- 5 : Stuart Dangerfield, Jim Henderson
- 4 : Chris Boardman, Darryl Webster (en), Andrew Feather, Eric Wilson
- 3 : Jeff Williams (en), Peter Graham, Vic Clark
- 2 : Dan Fleeman, Joe Waugh (de), Les Ingman (en), Ronnie Stringwell (en), Bob Maitland, Dan Evans, James Dobbin, Gareth Armitage

### Course en ligne espoirs
| Année | Vainqueur           | Deuxième            | Troisième         |
| ----- | ------------------- | ------------------- | ----------------- |
| 1996  | Paul Manning        | Danny Axford (en)   | Steve Higgins     |
| 1997  | Huw Pritchard (en)  | Russell Downing     | Phil West         |
| 1998  | Richard Hobby       | Darrell Stile       | Gregg Imlah       |
| 1999  | Charles Wegelius    | Matthew Pryce       | Justin Hoy        |
| 2000  | Neil Swithenbank    | Robin Sharman (en)  | Tom Anderson      |
| 2001  | James Shaw          | Ian Wilkinson       | Andrew Parsons    |
| 2002  | Jamie Alberts       | Mark Kelly          | James Barnes      |
| 2003  | Kieran Page         | Russell Anderson    | Leigh Cowell      |
| 2004  | Dan Fleeman         | Richard Whitehorn   | Ben Greenwood     |
| 2005  | Ben Greenwood       | Alex Coutts         | Adam Illingworth  |
| 2006  | Peter Bissell (en)  | James Spragg        | Alistair Stoddart |
| 2007  | Rob Partridge       | Daniel Shand        | Mark Thwaites     |
| 2008  | Peter Kennaugh      | Andrew Tennant      | Jonathan Bellis   |
| 2009  | Peter Kennaugh      | James Cox           |                   |
| 2010  | Andrew Fenn         | Rhys Lloyd          | Ross Creber       |
| 2011  | Scott Thwaites      | Andrew Fenn         | Erick Rowsell     |
| 2012  | Michael Cuming      | Matthew Holmes      | Joshua Edmondson  |
| 2013  | Simon Yates         | Owain Doull         | Tom Moses         |
| 2014  | Ed Laverack         | Daniel Pearson      | Dante Carpenter   |
| 2015  | Owain Doull         | Samuel Lowe         | Mark McNally      |
| 2016  | Tao Geoghegan Hart  | Christopher Lawless | James Shaw        |
| 2017  | Christopher Lawless | Scott Davies        | Connor Swift      |
| 2018  | Robert Scott        | Fred Wright         | Gabriel Cullaigh  |
| 2019  | Ethan Hayter        | Matthew Bostock     | Jake Stewart      |
| 2020  | Pas organisé        | Pas organisé        | Pas organisé      |
| 2021  | Fred Wright         | Lewis Askey         | Leo Hayter        |
| 2022  | Samuel Watson       | Lewis Askey         | Jim Brown         |
| 2023  | Samuel Watson       | Joshua Golliker     | Max Walker        |
| 2024  | Bob Donaldson       | Joshua Tarling      | Joe Blackmore     |
| 2025  | Matthew Brennan     | Callum Thornley     | Alex Beldon       |

Multi-titrés
- 2 : Peter Kennaugh, Samuel Watson

### Contre-la-montre espoirs
| Année | Vainqueur          | Deuxième             | Troisième          |              |
| ----- | ------------------ | -------------------- | ------------------ | ------------ |
| 2004  | Ryan Connor        | Ben Hallam           | Ben Greenwood      |              |
| 2005  | Ben Greenwood      | Steven Lampier       | Peter Russell      |              |
| 2006  | Daniel Davis       | James Stewart        | Dale Appleby       |              |
| 2007  | Matt Brammeier     | Wouter Sybrandy (en) | Daniel Shand       |              |
| 2008  | Alex Dowsett       | Andrew Griffiths     | Daniel Davis       |              |
| 2009  | Alex Dowsett       | Andrew Tennant       | Andrew Griffiths   |              |
| 2010  | Andrew Griffiths   | Matthew Jones        | Douglas Dewey      |              |
| 2011  | Douglas Dewey      | George Atkins        | Andrew Griffiths   |              |
| 2012  | Samuel Harrison    | George Atkins        | Richard Handley    |              |
| 2013  | Samuel Harrison    | Joseph Perrett       | George Atkins      |              |
| 2014  | Scott Davies       | Owain Doull          | Daniel McLay       |              |
| 2015  | Scott Davies       | Owain Doull          | Tao Geoghegan Hart |              |
| 2016  | Scott Davies       | Tao Geoghegan Hart   | Gabriel Cullaigh   |              |
| 2017  | Scott Davies       | Tom Baylis           | Charlie Tanfield   |              |
| 2018  | Charlie Tanfield   | Charlie Quarterman   | Thomas Pidcock     |              |
| 2019  | Charlie Quarterman | Ethan Hayter         | Ethan Vernon       |              |
| 2020  | Pas organisé       | Pas organisé         | Pas organisé       | Pas organisé |
| 2021  | Leo Hayter         | Ben Turner           | Oscar Onley        |              |
| 2022  | Leo Hayter         | Callum Thornley      | Charlie Bailey     |              |
| 2023  | Josh Charlton      | Max Walker           | Joshua Golliker    |              |
| 2024  | Tomos Pattinson    | Ben Wiggins          | Joshua Golliker    |              |
| 2025  | Callum Thornley    | Ben Wiggins          | Elliot Rowe        |              |

Multi-titrés
- 4 : Scott Davies
- 2 : Leo Hayter, Samuel Harrison, Alex Dowsett

### Course en ligne juniors
| Année       | Vainqueur             | Deuxième              | Troisième          |              |
| ----------- | --------------------- | --------------------- | ------------------ | ------------ |
| 1951        | Tony Hewson (en)      | Arnold Parr           | Don Sanderson      |              |
| 1952        | Gino Wright           | W. Routledge          | B. Stevens         |              |
| 1953 (NCU)  | Harry Reynolds        | Pete Kemp             | Alan Bladon        |              |
| 1953 (BLRC) | R. Taylor             | Reg Browne            | Frank Beattie      |              |
| 1954 (NCU)  | Don Smith             | Mike Bailey           | D.J. Hunt          |              |
| 1954 (BLRC) | Norman Blackshaw      | Brian Richards        | N. Wilkinson       |              |
| 1955 (NCU)  | Dennis Tarr           | Dave Edmunds          | Bernard Start      |              |
| 1955 (BLRC) | J. Parker             | A. Copsey             | Alf Howling        |              |
| 1956 (NCU)  | Stan Praill           | L. Wesley             | Brian Dacey        |              |
| 1956 (BLRC) | John Willman          | A. Green              | Barry Spence       |              |
| 1957 (NCU)  | Alf Engers            | Jim George            | Ken Haddon         |              |
| 1957 (BLRC) | Roy Clements          | Alf Engers            | C. Blacksley       |              |
| 1958        | John Goodrum          | George Halls          | Harry Jackson (en) |              |
| 1959        | Jim Ridler            |                       |                    |              |
| 1960        | Ken Wilson            | Derek Harrison (en)   | J. McGrail         |              |
| 1961        | Ken Wilson            | J. McGrail            | George Drewell     |              |
| 1962        | Roy Hempsall          | Stuart Carter         | Dave Rostron       |              |
| 1963        | Len Oliver            | Anthony Ashton        | Geoff Smith        |              |
| 1964        | Gerry Waterhouse      | Nigel Dean (de)       | Danny Horton       |              |
| 1965        | Nigel Dean (de)       | David Garlick         | Alan Topp          |              |
| 1966        | Don Parry             | Ian Hallam            | Graham Moore       |              |
| 1967        | Phil Edwards          | Tim Hookins           | Paul Bennett       |              |
| 1968        | Chris Dodd            | Graham Owen           | Charlie Moody      |              |
| 1969        | Alan Upcraft          | Colin Browning        | Kevin Apter (de)   |              |
| 1970        | Steve Heffernan (de)  | Bob Chadwick          | John Bloor         |              |
| 1971        | Rik Evans (en)        | Fred Strevens         | Richard Edwards    |              |
| 1972        | Dave Pittman          | Roy Irwin             | Steve Fleetwood    |              |
| 1973        | Brian Ellis           | Peter de Longville    | David Baronowski   |              |
| 1974        | Ray Pugh              | Max Grant             | Les Fleetwood      |              |
| 1975        | Ian Banbury           | Jon Kettell           | Glen Mitchell (en) |              |
| 1976        | Ian Leckenby          | Neil Howarth          | Chris Nowell       |              |
| 1977        | Steve Joughin (en)    | Russell Williams (en) | Tim Broadhead      |              |
| 1978        | Russell Williams (en) | Jeff Hooper           | Steve Moss         |              |
| 1979        | Glenn Taylor          | Steve Moss            | Mark Walsham       |              |
| 1980        | Daniel Westbury       | Piers Hewitt          | Gerry Taylor       |              |
| 1981        | Ian Hastings          | Andrew Ferry          | Stephen Cole       |              |
| 1982        | Gary Baker            | John Tonks            | Gary Coltman (en)  |              |
| 1983        | Nigel Simpson         | Robert Coull (en)     | Dave Williams      |              |
| 1984        | Dave Rayner (en)      | Brian Smith           | Glen Sword (en)    |              |
| 1985        | Mervin Bragg          | Glen Sword (en)       | Simon Campbell     |              |
| 1986        | Simeon Hempsall (en)  | Colin Sturgess        | David Johnson      |              |
| 1987        | Lee Davis             | Ian Bryant            | Tim Warriner       |              |
| 1988        | Scott O'Brien         | Paul Barrett          | Richard Hughes     |              |
| 1989        | Richard Hughes        | Mark Dawes            | Lee Burns          |              |
| 1990        | Matthew Armstrong     | Paul Jennings (en)    | Steve Calland      |              |
| 1991        | Jeremy Hunt           | Mark Sinclair         | Rob Lyne           |              |
| 1992        | Carwyn Nolt           | Danny Corlett         | Shaun O'Neill      |              |
| 1993        | James Taylor (en)     | Sam Quinn             | Darren Tudor       |              |
| 1994        | Huw Pritchard (en)    | Daniel Fox            | Gavin Sellen       |              |
| 1995        | Gavin Sellen          | Anthony Aspel         | Andrew Sanders     |              |
| 1996        | Gavin Sellen          | James Griffiths       | Neil Jones         |              |
| 1997        | Paul Kay              | Andrew Jackson        | Stephen Joseph     |              |
| 1998        | Yanto Barker          | Jamie Alberts         | Richard Heath      |              |
| 1999        | Steve Cummings        | Nils King             | Mike Kiss          |              |
| 2000        | Kieran Page           | Mark Baker            | Wallace Owyn       |              |
| 2001        | Peter Johnson         | Kieran Page           | Graham Briggs      |              |
| 2002        | Stefan Wilson         | Ritchie Bowen         | Craig Cooke        |              |
| 2003        | Matthew Brammeier     | Mark Cavendish        | Geraint Thomas     |              |
| 2004        | Dan Martin            | Andrew Hill           | Ian Stannard       |              |
| 2005        | Adam Norris           | Richard Hepworth      | Lewis Atkins       |              |
| 2006        | Russell Hampton (de)  | Jonathan McEvoy       | Peter Kennaugh     |              |
| 2007        | Peter Kennaugh        | Jonathan McEvoy       | Erick Rowsell      |              |
| 2008        | Erick Rowsell         | Andrew Fenn           | Alexander King     |              |
| 2009        | George Atkins         | Tim Kennaugh          | Joe Perrett        |              |
| 2010        | Daniel McLay          | Owain Doull           | Chris Nicholson    |              |
| 2011        | Dan Pearson           | Jim Lewis             | Alex Bottomley     |              |
| 2013        | Chris Lawless         | Gabriel Cullaigh      | Tao Geoghegan Hart |              |
| 2014        | Tristan Robbins (en)  | Nathan Draper         | Tom Baylis         |              |
| 2015        | Nathan Draper         | Robert Scott          | Alfie Moses        |              |
| 2016        | Jacob Vaughan         | Ryan Coulton          | Charlie Meredith   |              |
| 2017        | Louis Rose-Davies     | Tom Pidcock           | Oliver Robinson    |              |
| 2018        | Ben Tulett            | Lewis Askey           | Sam Watson         |              |
| 2019        | Oliver Stockwell      | Max Walker            | Aaron Freeman      |              |
| 2020        | Pas organisé          | Pas organisé          | Pas organisé       | Pas organisé |
| 2021        | Max Poole             | Josh Charlton         | Noah Hobbs         |              |
| 2022        | Zachary Walker        | Mattie Dodd           | Joseph O'Brien     |              |
| 2023        | Finn Mason            | Seb Grindley          | Tomos Pattinson    |              |
| 2024        | Oliver Dawson         | Nathan Smith          | Finlay Tarling     |              |
| 2025        | Jamie Stewart         | Seth Jackson          | Charlie Hoyle      |              |

Multi-titrés
- 2 : Gavin Sellen, Ken Wilson

### Contre-la-montre juniors
| Année | Vainqueur        | Deuxième             | Troisième          |
| ----- | ---------------- | -------------------- | ------------------ |
| 2004  | Ian Stannard     | Peter Williams       | Peter Bissell (en) |
| 2005  | Alex Dowsett     | Russell Hampton (de) | Steven Burke       |
| 2006  | Alex Dowsett     | Richard Meadows      | Andrew Griffiths   |
| 2007  | Erick Rowsell    | Peter Kennaugh       | Andrew Griffiths   |
| 2008  | Joe Perrett      | James McLaughlin     | Daniel Arblaster   |
| 2009  | Joe Perrett      | Conor Dunne          | Jamie Rogers       |
| 2010  | Conor Dunne      | Daniel McLay         | Ryan Mullen        |
| 2011  | Oliver Rossi     | Declan Byrne         | Michael Barnes     |
| 2012  | Scott Davies     | Kristian Woolf       | Tom Ward           |
| 2021  | Finlay Pickering | Joshua Tarling       | Max Poole          |
| 2022  | Joshua Tarling   | Ben Wiggins          | Jacob Bush         |
| 2023  | Jacob Bush       | Ben Wiggins          | Matthew Brennan    |
| 2024  | Dylan Sage       | Finlay Tarling       | Seb Grindley       |
| 2025  | Dylan Sage       | Leon Atkins          | Luca Bednarek      |

Multi-titrés
- 2 : Alex Dowsett, Joe Perrett, Dylan Sage

### Critérium U16 (moins de 16 ans)
| Année | Vainqueur        | Deuxième           | Troisième        |
| ----- | ---------------- | ------------------ | ---------------- |
| 1994  | Iain Hibbert     | Russell Downing    | Steven Hurrell   |
| 1995  | Ross Edgar       | Thomas White       | Philip Law       |
| 1996  | Matt Brammeier   | Adam Duggleby      | Mark Cavendish   |
| 1998  | Tom Smith        | Jon Mozley         | Ian Stannard     |
| 1999  | Tom Smith        | Andy Tennant       |                  |
| 2000  | Mark McNally     | Jonathan Bellis    | Jonathan McEvoy  |
| 2001  | Geraint Thomas   | Andrew Gough       | Peter Richardson |
| 2005  | Adam Blythe      | Mark McNally       | Benjamin Plain   |
| 2006  | Tomas Skubala    | Andrew Fenn        | Benjamin Plain   |
| 2007  | Alexander King   | Kian Emadi         | Matthew Bailey   |
| 2008  | Lewis Balyckyi   | Simon Yates        | Mark Baxter      |
| 2009  | Sam Lowe         | James Berryman     | Joshua Papworth  |
| 2010  | Germain Burton   | Alex Peters        | Harry Tanfield   |
| 2011  | Chris Lawless    | Tao Geoghegan Hart | Jacob Scott      |
| 2012  | Gabriel Cullaigh | Charlie Tanfield   | Joe Evans        |
| 2013  | Ben Forsyth      | Oliver Peckover    | Nathan Draper    |
| 2014  | Matthias Barnet  | William Gascoyne   | Jamie Ridehalgh  |
| 2015  | Fred Wright      | Jake Stewart       | Tom Pidcock      |
| 2016  | Sean Flynn       | Joshua Sandman     | William Draper   |
| 2017  | Samuel Watson    | Alfie George       | Oliver Rees      |
| 2018  | Oliver Stockwell | Will Corkill       | Joe Pidcock      |
| 2019  | Finlay Pickering | William Smith      | Max Poole        |

## Podiums des championnats féminins

### Course en ligne

#### Championnats organisés par la BLRC (1947-1958)
| Année | Vainqueur         | Deuxième | Troisième        |
| ----- | ----------------- | -------- | ---------------- |
| 1947  | Joan Caldwell     |          |                  |
| 1948  | Gwen Clements     |          |                  |
| 1950  | Joyce Burton      |          |                  |
| 1952  | Irene Evans       |          |                  |
| 1953  | June Oliver       |          |                  |
| 1954  | June Thackeray    |          |                  |
| 1955  | Muriel Maitland   |          |                  |
| 1956  | Jacqueline Hewson |          |                  |
| 1958  | Cynthia Carey     | Pat Dews | Margaret Crawley |

#### Championnats organisés par la NCU (1956-1958)
| Année | Vainqueur         | Deuxième      | Troisième   |
| ----- | ----------------- | ------------- | ----------- |
| 1955  | Millie Robinson   |               |             |
| 1956  | Millie Robinson   |               |             |
| 1957  | Shirley Hockridge |               |             |
| 1958  | Joan Poole        | Sheila Clarke | Molly Swann |

#### Championnats professionnels (depuis 1959)
| Année | Vainqueur            | Deuxième              | Troisième                     |
| ----- | -------------------- | --------------------- | ----------------------------- |
| 1959  | Beryl Burton         | Millie Robinson       | Sheila Holmes                 |
| 1960  | Beryl Burton         | Sheila Holmes         | Val Baxendine                 |
| 1961  | Jo Bowers            | Beryl Burton          | Jan Smith                     |
| 1962  | Jo Bowers            | Patricia Pepper       | Cynthia Cary Van Pelt Russell |
| 1963  | Beryl Burton         | Patricia Pepper       | Jo Bowers                     |
| 1964  | Val Rushworth        | Sylvia Beardon        | Ann Illingworth               |
| 1965  | Beryl Burton         | Susan Crow            | Joan Kershaw                  |
| 1966  | Beryl Burton         | Christine Goodfellow  | Ann Illingworth               |
| 1967  | Beryl Burton         | Barbara Mapplebeck    | Patricia Pepper               |
| 1968  | Beryl Burton         | Barbara Mapplebeck    | Sylvia Beardon                |
| 1969  | Ann Horswell         | Bernadette Swinnerton | Patricia Pepper               |
| 1970  | Beryl Burton         | Joan Kershaw          | Brenda Brown                  |
| 1971  | Beryl Burton         | Bernadette Swinnerton | Ann Bailey                    |
| 1972  | Beryl Burton         | Ann Bailey            | Patricia Pepper               |
| 1973  | Beryl Burton         | Denise Burton         | Christine Goodfellow          |
| 1974  | Beryl Burton         | Carol Barton          | Christine Goodfellow          |
| 1975  | Jayne Westbury       | Denise Burton         | Cath Swinnerton               |
| 1976  | Denise Burton        | Beryl Burton          | Carol Barton                  |
| 1977  | Cath Swinnerton      | Faith Murray          | Josie Randall                 |
| 1978  | Brenda Atkinson      | Denise Burton         | Cath Swinnerton               |
| 1979  | Brenda Atkinson      | Cath Swinnerton       | Bernadette Griffiths          |
| 1980  | Jill Bishop          | Julie Earnshaw        | Brenda Milner                 |
| 1981  | Mandy Jones          | Julie Earnshaw        | Vicki Thomas                  |
| 1982  | Brenda Atkinson      | Cath Swinnerton       |                               |
| 1983  | Mandy Jones          | Judith Painter        | Linda Gornall                 |
| 1984  | Cath Swinnerton      | Maria Blower          | Muriel Sharp                  |
| 1985  | Brenda Tate          | Lisa Brambani         | Vicki Thomas                  |
| 1986  | Lisa Brambani        | Vicki Thomas          | Linda Flavell                 |
| 1987  | Lisa Brambani        | Sally Hodge           | Linda Gornall                 |
| 1988  | Lisa Brambani        | Sally Hodge           | Maria Blower                  |
| 1989  | Lisa Brambani        | Sue Wright            | Maria Blower                  |
| 1990  | Marie Purvis         | Alison Butler         | Maxine Johnson                |
| 1991  | Marie Purvis         | Clare Greenwood       | Linda Gornall                 |
| 1992  | Marie Purvis         | Sarah Phillips        | Clare Greenwood               |
| 1993  | Marie Purvis         | Maxine Johnson        | Sarah Phillips                |
| 1994  | Maxine Johnson       | Jenny Kershaw         | Sally Boyden                  |
| 1995  | Marie Purvis         | Ann Plant             | Jenny Kershaw                 |
| 1996  | Maria Lawrence       | Ann Plant             | Angela Hunter                 |
| 1997  | Maria Lawrence       | Isla Rowntree         | Angela Hunter                 |
| 1998  | Megan Hughes         | Louise Jones          | Sally Boyden                  |
| 1999  | Nicole Cooke         | Yvonne McGregor       | Ceris Gilfillan               |
| 2000  | Ceris Gilfillan      | Caroline Alexander    | Yvonne McGregor               |
| 2001  | Nicole Cooke         | Ceris Gilfillan       | Sara Symington                |
| 2002  | Nicole Cooke         | Rachel Heal           | Melanie Sears                 |
| 2003  | Nicole Cooke         | Rachel Heal           | Vicki Pincombe                |
| 2004  | Nicole Cooke         | Rachel Heal           | Vicki Pincombe                |
| 2005  | Nicole Cooke         | Rachel Heal           | Emma Davies                   |
| 2006  | Nicole Cooke         | Lorna Webb            | Joanna Rowsell-Shand          |
| 2007  | Nicole Cooke         | Rachel Heal           | Helen Wyman                   |
| 2008  | Nicole Cooke         | Emma Pooley           | Joanna Rowsell-Shand          |
| 2009  | Nicole Cooke         | Elizabeth Armitstead  | Emma Pooley                   |
| 2010  | Emma Pooley          | Elizabeth Armitstead  | Nicole Cooke                  |
| 2011  | Elizabeth Armitstead | Nicole Cooke          | Sharon Laws                   |
| 2012  | Sharon Laws          | Elizabeth Armitstead  | Emma Pooley                   |
| 2013  | Elizabeth Armitstead | Laura Trott           | Danielle King                 |
| 2014  | Laura Trott          | Danielle King         | Elizabeth Armitstead          |
| 2015  | Elizabeth Armitstead | Alice Barnes          | Laura Trott                   |
| 2016  | Hannah Barnes        | Alice Barnes          | Lucy Garner                   |
| 2017  | Elizabeth Deignan    | Katie Archibald       | Hannah Barnes                 |
| 2018  | Jessica Roberts      | Danielle Rowe         | Eleanor Dickinson             |
| 2019  | Alice Barnes         | Anna Henderson        | Elizabeth Holden              |
| 2020  |                      |                       |                               |
| 2021  | Pfeiffer Georgi      | Josie Nelson          | Joscelin Lowden               |
| 2022  | Alice Towers         | Pfeiffer Georgi       | Anna Henderson                |
| 2023  | Pfeiffer Georgi      | Claire Steels         | Anna Henderson                |
| 2024  | Pfeiffer Georgi      | Anna Henderson        | Elizabeth Deignan             |
| 2025  | Millie Couzens       | Pfeiffer Georgi       | Anna Henderson                |

- Plusieurs titres :
- 13 : Beryl Burton
- 10 : Nicole Cooke
- 5 : Marie Purvis
- 4 : Lisa Brambani, Elizabeth Deignan
- 3 : Brenda Atkinson
- 2 : Mandy Jones, Maria Lawrence, Catherine Swinnerton

### Contre-la-montre
| Année | Vainqueur            | Deuxième             | Troisième         |
| ----- | -------------------- | -------------------- | ----------------- |
| 2004  | Frances Newstead     | Wendy Houvenaghel    | Emma Davies       |
| 2005  | Julia Shaw           | Rachel Heal          | Brenda Pennell    |
| 2006  | Rebecca Romero       | Wendy Houvenaghel    | Julia Shaw        |
| 2007  | Wendy Houvenaghel    | Caroline Kloiber     | Rebecca Romero    |
| 2008  | Sharon Laws          | Julia Shaw           | Jessica Allen     |
| 2009  | Emma Pooley          | Wendy Houvenaghel    | Julia Shaw        |
| 2010  | Emma Pooley          | Julia Shaw           | Wendy Houvenaghel |
| 2011  | Wendy Houvenaghel    | Julia Shaw           | Sarah Storey      |
| 2012  | Wendy Houvenaghel    | Julia Shaw           | Emma Trott        |
| 2013  | Joanna Rowsell-Shand | Elizabeth Armitstead | Katie Colclough   |
| 2014  | Emma Pooley          | Katie Archibald      | Sarah Storey      |
| 2015  | Hayley Simmonds      | Molly Weaver         | Sarah Storey      |
| 2016  | Hayley Simmonds      | Claire Rose          | Sarah Storey      |
| 2017  | Claire Rose          | Hannah Barnes        | Katie Archibald   |
| 2018  | Hannah Barnes        | Alice Barnes         | Neah Evans        |
| 2019  | Alice Barnes         | Hayley Simmonds      | Hannah Barnes     |
| 2020  |                      |                      |                   |
| 2021  | Anna Henderson       | Anna Shackley        | Joscelin Lowden   |
| 2022  | Joscelin Lowden      | Leah Dixon           | Elizabeth Holden  |
| 2023  | Elizabeth Holden     | Anna Morris          | Elinor Barker     |
| 2024  | Anna Henderson       | Claire Steels        | Elinor Barker     |
| 2025  | Zoe Bäckstedt        | Anna Henderson       | Pfeiffer Georgi   |

- Plusieurs titres :
- 3 : Wendy Houvenaghel, Emma Pooley
- 2 : Hayley Simmonds

### Critérium
| Année | Vainqueur            | Deuxième            | Troisième         |
| ----- | -------------------- | ------------------- | ----------------- |
| 1998  | Sara Symington       | Angela Hunter       | Sally Boyden      |
| 1999  | Sally Boyden         | Maxine Johnson      | Susan Carter      |
| 2000  | Frances Newstead     | Melanie Sears       | Melanie Szubrycht |
| 2001  | Charlotte Hopkinson  | Sara Dean           | Nina Davies       |
| 2002  | Jacqui Marshall      | Diane Moss          | Sally Boyden      |
| 2003  | Helen Gutteridge     | Charlotte Goldsmith | Angela Hunter     |
| 2004  | Claire Gross         | Helen Gutteridge    | Leda Cox          |
| 2005  | Amy Hunt             | Kim Blythe          | Clare Gross       |
| 2006  | Elizabeth Armitstead | Tanja Slater        | Helen Gutteridge  |
| 2007  | Elizabeth Armitstead | Joanna Rowsell      | Katie Curtis      |
| 2008  | Joanna Rowsell       | Leda Cox            | Katie Colclough   |
| 2009  | Danielle King        | Laura Trott         | Leanne Thompson   |
| 2010  | Hannah Barnes        | Corrine Hall        | Joanna Rowsell    |
| 2011  | Hannah Barnes        | Dani King           | Hannah Rich       |
| 2012  | Lucy Garner          | Eileen Roe          | Amy Roberts       |
| 2013  | Hannah Barnes        | Eileen Roe          | Amy Hill          |
| 2014  | Eileen Roe           | Amy Roberts         | Charline Joiner   |
| 2015  | Nicola Juniper       | Eileen Roe          | Amy Roberts       |
| 2016  | Eileen Roe           | Alice Barnes        | Nicola Juniper    |
| 2017  | Katie Archibald      | Elinor Barker       | Lucy Shaw         |
| 2018  | Anna Henderson       | Jo Tindley          | Jessica Roberts   |
| 2019  | Rebecca Durrell      | Anna Henderson      | Gabriella Shaw    |